# Dub
Dub ist eine Musik-Produktionsweise, die in den späten 1960er und frühen 1970er Jahren auf Jamaika entstand. Roots-Reggae-Songs wurden als Rohmaterial verwendet, mit Effekten versehen und neu abgemischt. Heutzutage werden die dazu verwendeten Techniken von vielen Musikproduzenten verwendet, insbesondere im Bereich elektronischer Tanzmusik.

## Geschichte
Nachdem Anfang der 1950er Jahre auf Jamaika das erste Plattenpresswerk in Betrieb gegangen war, begannen die Soundsystem-Betreiber ab 1957 Acetat-Schallplatten, sogenannte Dubplates, mit jamaikanischem R'n'B zu produzieren. Der jamaikanische Patois-Ausdruck Dub, eine Abkürzung für „to double“, bezog sich dabei ursprünglich auf den Kopiervorgang von Tonträgern. Dubplates sind Unikate, die zunächst ausschließlich für den Soundsystem-Einsatz gedacht und deshalb selten und gefragt waren. Aus diesem Grund erhielt der Ausdruck Dub schnell die Bedeutung von exklusiv, speziell, besonders ausgefallen. Als sich zeigte, dass die Dubplates mit jamaikanischen Produktionen in den Soundsystems sehr erfolgreich waren, wurden sie als kommerzielle Vinylpressungen auf dem jamaikanischen Markt veröffentlicht und bald darauf auch für die jamaikanischen Emigranten nach Großbritannien und in die USA exportiert.
Zwei weitere wichtige Entwicklungen hängen mit dem Entstehen des Dub-Reggae zusammen: Das Aufkommen des Rastafari-inspirierten Roots-Reggae um 1970 und die Erweiterung der in Jamaika verfügbaren studiotechnischen Möglichkeiten.
Ende der 1960er Jahre wurde es gängige Praxis, auf den B-Seiten der Rocksteady- und frühen Reggae-Singles Instrumentalfassungen, sogenannte Versions, von den Songs der A-Seite zu veröffentlichen. Das wesentliche Charakteristikum des Dub-Reggae ist allerdings nicht, dass Instrumentalversionen produziert, im Soundsystem gespielt und als Tonträger veröffentlicht wurden – das war bereits bei vielen der frühen Ska-Produktionen und dann bei den B-Seiten-Versions der Fall –, sondern vielmehr, dass die Stücke im Studio weiterbearbeitet wurden.
Eine wichtige Errungenschaft im Home-Studio von King Tubby, einem der einflussreichsten Toningenieure des Dub-Reggae, war ein ausrangiertes Vierspurmischpult, das sich Tubby 1972 von einem jamaikanischen Studio kaufte. Auf den vier Tonspuren konnten Bass, Drums, Gitarre/Keyboard sowie Bläser oder Gesang getrennt aufgenommen und die Lautstärke der Spuren beim Mischen unabhängig voneinander geregelt werden. Nachdem die Dub-Toningenieure zunächst Originalaufnahmen von Reggae-Stücken als Dub-Versionen neu abmischten, wurde es im Laufe der 1970er Jahre üblich, die Riddims bekannter Reggae-Songs von Studiobands neu einspielen zu lassen. Mit diesen Riddims wurde dann – zumindest in der Anfangszeit des Dub-Reggae – live am Mischpult improvisiert.
Die 1970er Jahre wurden zur Blütezeit des jamaikanischen Dub-Reggae. Plattenkäufer achteten nicht mehr nur auf die Sänger und Produzenten, sondern auch auf die Namen der Toningenieure, Singles mit King Tubby-Versions verkauften sich besonders gut, und ab 1973 wurden erste Dub-LPs veröffentlicht. Nach 1980 vollzog sich in Jamaika allerdings eine Abwendung vom Roots-Reggae. In der Musikszene löste Dancehall-Reggae mit einer neuen Generation von DJs und Sängern den Rasta-inspirierten Roots-Reggae ab. Damit ging auch die Blütezeit des jamaikanischen Dub-Reggae zu Ende.
In Großbritannien hatte jamaikanische Musik seit den frühen 1960er Jahren einen hohen Stellenwert in der populären Musikszene. Mitte der 1970er Jahre waren in England Dub-Alben wie King Tubbys Dubbing with the Observer sehr erfolgreich. Während in Jamaika Dancehall-Reggae und später Ragga die 1980er Jahre bestimmten, wurde in England von dem Soundsystem-Betreiber und Plattenproduzenten Jah Shaka die Roots-Reggae-Tradition weitergepflegt und fortgeführt. Zwischen 1980 und 1991 veröffentlichte Jah Shaka zehn LPs seiner Dub-Reggae-Serie Commandments of Dub.
Das Schaffen Jah Shakas ist der Bezugspunkt für das Roots-Reggae-Revival im Großbritannien der späten 80er Jahre mit Gründungen von neuen Soundsystems (z. B. Boom-Shacka-Lacka) und Dub-Projekten wie den Disciples oder Alpha & Omega. Anfang der 90er Jahre sprang der Funke des Roots-Reggae-Revivals auch nach Deutschland über, wo sich seither in Städten wie Hamburg oder Köln aktive Reggae- und Dub-Szenen entwickelt haben.
Neben Jah Shaka bestimmten zwei weitere englische Produzenten und Toningenieure, Adrian Sherwood und Neil Fraser (Mad Professor), die Entwicklung des Dub-Reggae in den 80er Jahren. Ihr Schaffen zeichnet sich sowohl durch eine experimentierfreudige Weiterentwicklung der Produktionstechniken als auch durch eine stilistische Öffnung des Dub-Reggae aus. Grundlage dieser Entwicklung waren personelle Kontakte zu Musikern aus verschiedenen Stilbereichen. So besitzen die Aktivitäten von Adrian Sherwood nicht nur für den Dub-Reggae, sondern generell für die englische Popmusikszene große Bedeutung.
Die Offenheit gegenüber anderen Popmusikstilen setzt sich auf musikalischer Ebene fort. In den Dub-Produktionen von Sherwoods Label On-U Sound oder Mad Professors Plattenlabel Ariwa (mit der Dub Me Crazy-Serie ab 1982) vollzieht sich nicht nur eine Weiterentwicklung der Mischtechniken, sondern auch eine bewusste stilistische Öffnung.
Während die Toningenieure und Produzenten des Dub bereits in den 1980er Jahren zunehmend stilübergreifend dachten und arbeiteten, vollzog sich die Rezeption der Dub-Musik in den 1980er Jahren jedoch weiterhin eher am Rande der populären Musikszene. Dies änderte sich erst in den 1990er Jahren aufgrund neuer Entwicklungen der Dance Music, deren klangliche Reduktion auf rhythmische Patterns, deren Soundgestaltung und Produktionsweise im Studio und am Computer neue Berührungspunkte boten. Es entstanden nun eine ganze Reihe von Dub-Crossover-Produktionen. Klangeffekte und Sub-Bass-Melodien im Drum and Bass boten ebenso Anknüpfungspunkte zum Dub, wie die auf Raumtiefe und Langsamkeit bedachte Ambient und Chill-Out Music.
Der Einfluss des Dub-Reggae auf Künstler des Trip-Hop, der in der ersten Hälfte der 1990er Jahre von Musikern und Produzenten aus dem englischen Bristol (Portishead, Massive Attack, Tricky) initiiert wurde, äußert sich sowohl in einem Dub-typischen Klangbild vieler Aufnahmen wie auch in personellen Kontakten, die sich seit den 1990er Jahren innerhalb der elektronisch produzierten Musik ganz selbstverständlich über stilistische Grenzen hinwegsetzen.
So wirkte der jamaikanische Rocksteady- und Reggae-Sänger Horace Andy auf Blue Lines (1991), dem ersten Plattenerfolg des Bristoler Produzenten-Trios Massive Attack, mit. Vom zweiten Massive-Attack-Album Protection (1994) produzierte Mad Professor einen Dub-Remix mit dem Titel No Protection. Wahrscheinlich ist diese vielgelobte Dub-CD mitverantwortlich dafür, dass Dub nun auch einem breiteren Publikum vertraut wurde.
In den 1990er Jahren entwickelte sich somit eine Wechselbeziehung zwischen Dub-Reggae und verschiedenen populären Stilen der elektronischen Tanzmusik. Dub wird seither vielfach als stilübergreifende Produktionsweise verstanden, die durch weite Hallräume, Echoverzögerungen und differenzierte Soundeffekte sowie durch eine Reduktion der klanglichen Textur besticht (hervorgerufen durch das Ein- und Ausblenden von Spuren am Mischpult und dem gleichzeitigen Hinzufügen oder Entfernen von Effekten – insbesondere von Tape-Delay) und bei der zudem eine Basslinie im Mittelpunkt der Stücke steht.

## Charakteristika
Wichtigstes Merkmal des Dub-Reggae ist seit den frühen Dub-Stücken das Ausblenden und Wiedereinblenden einzelner Aufnahmespuren. Während bei den Studiomischpulten zuvor die Aufnahmespuren nur durch Knopfschalter ein- und ausgeschaltet werden konnten, ermöglichten die Anfang der 1970er Jahre entwickelten Mehrspurmischpulte mit Schiebereglern eine stufenlose Regelung der Lautstärke der einzelnen Spuren.
Während sonst in der populären Musik Mehrspurmischpulte vorwiegend dazu verwendet werden, dem bestehenden Song durch zusätzliche Aufnahmespuren weitere Instrumente oder Klangschichten hinzuzufügen, arbeiten die Dub-Künstler in die entgegengesetzte Richtung: Ihnen geht es um Reduktion, um ein Ausdünnen der rhythmisch-klanglichen Textur. Der Ablauf der Dub-Stücke wird grundlegend von dem Prinzip der Subtraktion, dem Wegnehmen einzelner Spuren geprägt. Obschon der formale Aufbau der Dub-Aufnahmen durchaus individuell ist, haben sich dabei einige Formstereotypen herausgebildet:
Am Anfang und Ende des Stückes erklingt zumeist ohne Begleitung von Bass oder Schlagzeug eine Melodielinie, die vom Sänger oder von den Bläsern vorgetragen wird. Bereits nach wenigen Sekunden wird diese Melodie ausgeblendet oder verschwindet in der Tiefe des Raumes. Nun setzt das rhythmisch-melodische Grundgerüst des Riddims von Bass und Schlagzeug ein, das vielfach ohne zusätzliche Instrumente zu hören ist.
Im weiteren Verlauf des Stückes werden dann die Instrumentalspuren zunehmend flexibel ein- und wieder ausgeblendet. Es gibt Passagen, in denen ausschließlich Bass oder Schlagzeug erklingen, wobei die Basslinie mitunter durch Übersteuerung verzerrt wird. Aber auch Bass und Schlagzeug können ausgeblendet werden. In einzelnen Passagen sind zusätzlich die Rhythmuspatterns von Gitarre und Keyboard zu hören. Die Melodie von Gesang und Bläsern erklingt meist nur noch bruchstückhaft. Das Aus- und Einblenden der einzelnen Aufnahmespuren erfolgt wohlgemerkt nicht immer in Übereinstimmung mit dem relativ einfachen formalen Aufbau der Riddims, in denen zumeist zwei oder drei unterschiedliche zwei- bzw. viertaktige Patterns wiederholt und aneinandergereiht werden. Vielmehr ist der Umgang mit der musikalischen Form im Dub-Reggae sehr spielerisch. Mal wird die formale Grundstruktur der Stücke durch das flexible Aus- und Einblenden von Aufnahmespuren eher betont, mal bewusst verschleiert.

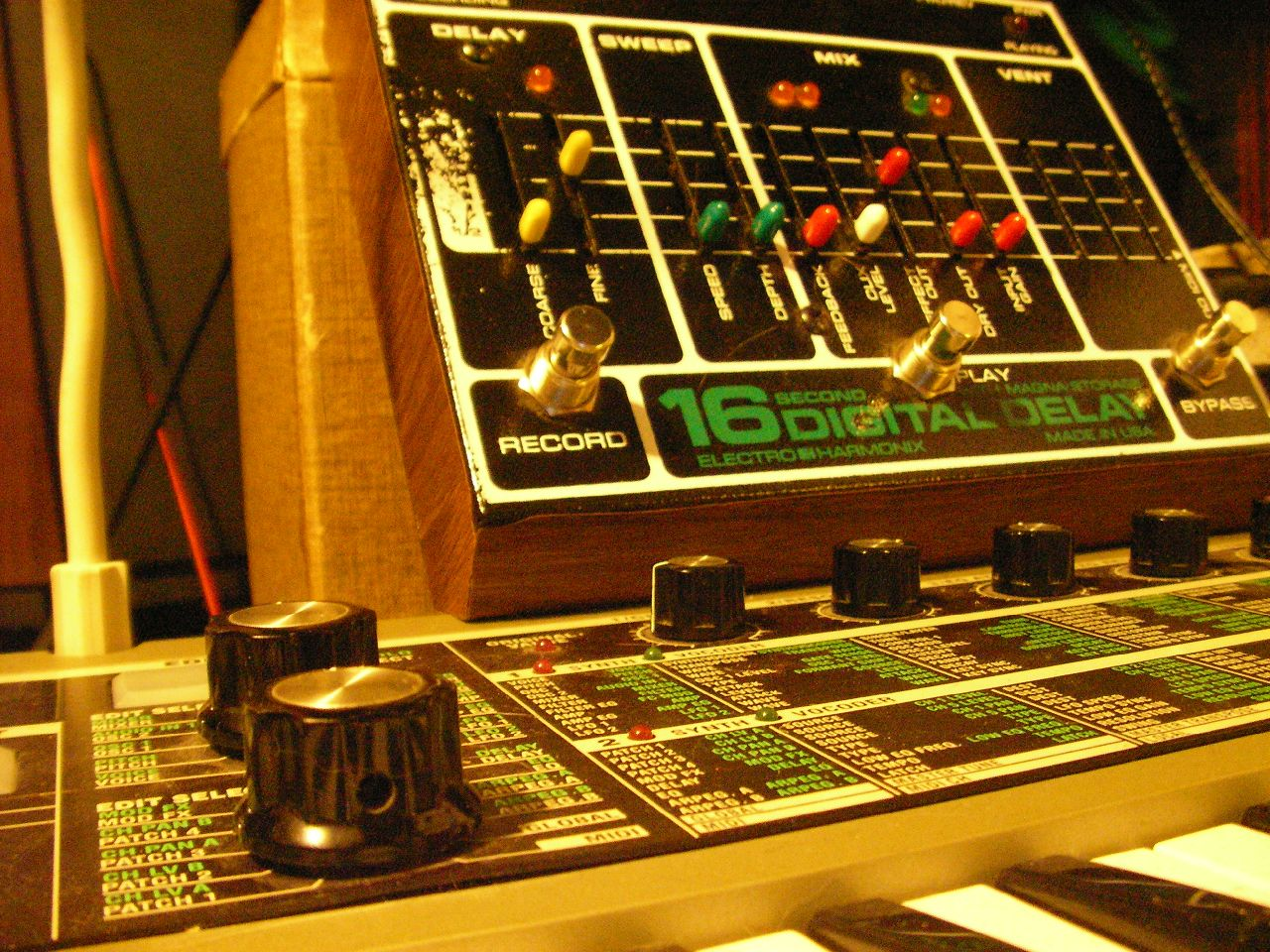
Digital Delay

 Ein weiteres grundlegendes Gestaltungsmittel des Dub-Reggae ist die ständige Veränderung des Klangbildes der Aufnahmen durch den Einsatz und die Kombination von Panoramaregelung, künstlichen Hallräumen (Reverb), Echoeffekten (Delay) und Klangmodulationen (Phaser bzw. Flanger). Vermutlich wurden einige dieser Klangeffekte bereits bei Soundsystems eingesetzt, bevor sie im Studiokontext Verwendung fanden. Durch Panoramaregelung wandern Klänge einzelner Instrumente und ganzer Instrumentengruppen von links nach rechts und umgekehrt, durch die Veränderung der Hallgeräteinstellung vom präsenten Vordergrund in die Raumtiefe.
Weit verbreitet sind Halleffekte bei Schlägen der Bass- und Snaredrum, bei denen einzelne Impulse einer Schlagfolge mit unterschiedlichen Hallräumen versehen werden, während andere Schläge ohne Hall erklingen. Aus der Kombination von Hallgerät und Echogerät resultiert ein weiterer typischer Dub-Effekt, bei dem sich die Echoverzögerungen von Klängen – zum Beispiel einzelner Schlagzeugschläge – langsam in der Raumtiefe verlieren. Vielfach entsteht durch die Einstellung der Verzögerungszeit des Delays eine zusätzliche polyrhythmische Ebene.
Die charakteristische Klangaura des Dub-Reggae lässt sich somit als Zusammenwirken mehrerer Dimensionen beschreiben: Die rhythmische Schwere und klangliche Wärme der Roots-Reggae-Riddims, die mit der Basslastigkeit des Klangbildes, dem langsamen Tempo sowie dem grundlegenden Laid-back-Feeling der Reggae-Rhythmik zusammenhängt, wird durch eine Strategie der Reduktion, des Ausblendens einzelner Instrumente, des Ausdünnens der rhythmisch-klanglichen Textur verstärkt. Zugleich erfolgt durch die genannten Effekte eine starke Verräumlichung des Klangbildes.
Aufgrund der Riddims, die vielfach auf bekannten Reggae-Songs beruhen, sowie aufgrund der fragmentarischen Gesangszeilen zu Beginn der Aufnahmen besitzen viele Dub-Stücke Rastafari-Konnotationen. In Kontrast zu diesen religiösen Inhalten stehen allerdings weitere Klangeffekte und -spielereien, die zum Teil bereits bei den frühen Soundsystems verwendet worden waren: Verstärkerknacken, Schläge aufs Federhallgerät und Messtonpiepen finden sich ebenso wie Gewehrsalven, Polizeisirenen und Kuckucksuhren. Manche Dub-Aufnahmen gleichen dem Soundtrack eines Zeichentrickfilms. Eine Nähe zu Comic Strip lässt sich auch an der Gestaltung vieler Plattencover (beispielsweise von Lee Perry, Scientist oder Mad Professor) ablesen.

## Film
Die Geschichte des Dub wurde 2007 in dem Film Dub Echoes dokumentiert.

## Wichtige Vertreter
- Aba Shanti-I
- Adrian Sherwood
- Afrikan Simba
- Alpha & Omega
- Alpha Steppa
- Augustus Pablo
- Almamegretta
- Asian Dub Foundation
- The Bush Chemists
- Dreadzone
- Dub Syndicate
- Dub All Sense
- Dubkasm
- Dubmatix
- Duke Reid
- Gregory Isaacs
- High Tone
- Hugh Mundell
- Improvisators Dub
- Iration Steppas
- Jah Shaka
- Jahtari
- Kanka
- Kaly Live Dub
- King Tubby
- Lee Perry
- Long Beach Dub Allstars
- LKJ – Linton Kwesi Johnson
- Mad Professor
- Mungo’s Hi-Fi
- New Age Steppers
- Panda Dub
- Prince Far I
- Prince Jammy
- The Rootsman
- Scientist
- Sly & Robbie
- Stand High Patrol
- Vibronics
- Zion Train